# Thomas Blaschke
Thomas Stephan Blaschke (* 3. August 1965 in Laufen an der Salzach) ist ein deutscher Geograph und Geoinformatiker sowie Professor der Paris-Lodron-Universität Salzburg.

## Leben
Thomas Blaschke studierte nach der im Jahr 1984 am Gymnasium Laufen abgelegten Reifeprüfung das Diplomstudium Geographie und schloss dieses im Jahr 1992 mit einer Diplomarbeit zur Landnutzungsklassifikation im oberösterreichischen Nationalpark Kalkalpen ab. Seit 1989 war er auch als Mitarbeiter beim Zentrum für Geoinformatik (Z_GIS) des damaligen Instituts für Geographie beschäftigt und konnte sich in diesem Rahmen auf Fernerkundungsmethoden spezialisieren.
Nach seiner Sponsion war er neben seines Doktoratsstudiums bis 2001 als GIS-Manager an der Bayerischen Akademie für Naturschutz und Landschaftspflege in Laufen tätig und promovierte im Jahr 1995 mit der zweifach ausgezeichneten Dissertation „Analyse und Bewertung eines Ökosystems mit GIS“, die zwei Jahre später etwas überarbeitet in der Schriftenreihe der Deutschen Akademie für Landeskunde erschienen ist (siehe dazu unter Auszeichnungen). Zwischen 1993 und 2006 war er mehrfach zu Projekten und Forschungsaufenthalten in Großbritannien, Südafrika, Simbabwe, Mosambik, Polen und den USA.
Im Jahr 2001 erhielt Thomas Blaschke an der Naturwissenschaftlichen Fakultät der Universität Salzburg die Lehrbefugnis (Venia legendi) für Geographie. Seine Habilitationsschrift trägt den Titel Geoinformation als Grundlage von Umweltmonitoring und Umweltmanagement für Geographie und Geoinformatik. Danach war er von 2001 bis 2003 Professor für Physische Geographie und Geographische Informationssysteme an der Universität Tübingen und kehrte im Jahr 2003 als Privatdozent und Forschungskoordinator am Zentrum für Geographische Informationssysteme (Z_GIS) nach Salzburg zurück.
Von 2005 bis 2015 war er Leiter des Researchstudios iSPACE der Research Studios Austria Forschungsgesellschaft (RSA FG), die bis zum Jahr 2008 ein Teil der Austrian Research Centers Seibersdorf (ARC Seibersdorf) war. Von 2006 bis 2008 war er Inhaber einer Stiftungsprofessur der ARC Seibersdorf und von 2008 bis 2012 einer Stiftungsprofessur der RSA FG. Diese Stiftungsprofessur nach einer internationalen Begutachtung mit Jahresbeginn 2013 in die Professur Angewandte Geoinformatik an der Universität Salzburg umgewandelt, deren Inhaber er bis heute ist.
Nachdem sich im Jahr 2012 das Zentrum für Geoinformatik Z_GIS vom Fachbereich Geographie und Geologie löste und als „Interfakultärer Fachbereich Geoinformatik – Z_GIS“ direkt dem Rektor unterstellt wurde, wurde Blaschke stellvertretender Leiter dieses Fachbereichs (Leiter Josef Strobl). Der Bereich wurde im Rahmen der Salzburger Universitätsreform 2021 zu einem der sechs Fachbereiche der neuen Fakultät für Digitale und Analytische Wissenschaften der Paris-Lodron-Universität Salzburg (PLUS). Aufgrund der bevorstehenden Pensionierung von Josef Strobl im Herbst 2023 wurde er mit 1.1. 2022 zum Leiter des Fachbereichs bestellt.
Thomas Blaschke zählt zu den 40 weltweit meistzitierten Wissenschaftlern und ist somit der am häufigsten zitierte Forscher der Paris-Lodron-Universität. In einem Interview mit den Salzburger Nachrichten stellte er im Jahr 2021 öffentlichkeitswirksam die Aufgaben des Fachbereichs vor. Insbesondere die Einsatzmöglichkeiten der Fernerkundung und deren Optimierung mit Hilfe von Künstlicher Intelligenz sind die aktuellen Herausforderungen im Fachbereich.
Thomas Blaschke ist überdies Mitgründer mehrerer Startups und Spin-offs der Universität Salzburg im Bereich der Geoinformatik in Österreich und Deutschland.

## Auszeichnungen (Auswahl)
- 1995: Christian Doppler Preis des Landes Salzburg
- 1995: Förderungspreis der Österreichischen Geographischen Gesellschaft (ÖGG)
- 1997: European Science Foundation, Young Researcher Fellowship
- 1998: Marie Curie Research Grant der Europäischen Kommission
- 2006: Fulbright Professorship California State University
- 2008: Research Champion, Austrian Research Promotion Agency
- 2009: Digital Landscape Architecture Award for Scientific Excellence
- 2014: Provost Research Grant University of South Carolina
- 2019: Jack Dangermond Award – best paper 2017
- 2021: Mathematics – Best paper Award 2020
- 2021: Journal of Spatial Science – Prize for best research and review paper 2021

## Mitgliedschaften
- Korrespondierendes Mitglied der Österreichischen Akademie der Wissenschaften (ÖAW)
- Advisory Committee der European Space Agency (ESA)
- International Association of Landscape Ecology (IALE)

## Schriften (Auswahl)
Monografien
- Blaschke, T.: Landnutzungsklassifikation im geplanten Nationalpark Kalkalpen (OÖ) als Anwendungsbeispiel für den Einsatz von Fernerkundung und Geographischen Informationssystemen in Raumplanung und Landschaftsökologie. Salzburg 1992 (Diplomarbeit an der Naturwissenschaftlichen Fakultät der Universität Salzburg).

- Blaschke, T.: Landschaftsanalyse und -bewertung mit GIS: methodische Untersuchungen zu Ökosystemforschung und Naturschutz am Beispiel der bayerischen Salzachauen (= Forschungen zur deutschen Landeskunde. Band 243). Deutsche Akademie für Landeskunde, Trier 1997.

- Blaschke, T.: Geoinformation als Grundlage von Umweltmonitoring und Umweltmanagement: Umsetzung von Konzepten der Geographie und Landschaftsökologie für eine umweltgerechte Planung. Salzburg 2001 (Habilitationsschrift an der Naturwissenschaftlichen Fakultät der Universität Salzburg.).

Herausgeberschaften
- Blaschke, T., Lang, S., Hay, G. (Hrsg.): Object based image analysis. Springer, Heidelberg, Berlin, New York 2008.

Artikel in Zeitschriften
- Blaschke, T.: The role of the spatial dimension within the framework of sustainable landscapes and natural capital. In: Landscape and Urban Planning. Band 75, Nr. 3-4, 2006, S. 198–226, doi:10.1016/j.landurbplan.2005.02.013.

- Blaschke, T.: Object based image analysis for remote sensing. In: ISPRS International Journal of Photogrammetry and Remote Sensing. Band 65, Nr. 1, 2010, S. 2–16.

- Blaschke, T., Hay, G.J., Weng, Q., Resch, B.: Collective Sensing: Integrating Geospatial Technologies to Understand Urban Systems — An Overview. In: Remote Sensing. Band 3, Nr. 8, 2011, S. 1743–1776.

- Blaschke, T., G.J. Hay, M. Kelly, S. Lang, P. Hofmann, E. Addink, R. Feitosa, F. van der Meer, H. van der Werff, F. Van Coillie, D. Tiede: Geographic Object-based Image Analysis: a new paradigm in Remote Sensing and Geographic Information Science. In: ISPRS International Journal of Photogrammetry and Remote Sensing. Band 87, Nr. 1, 2014, S. 180–191.